# São Francisco Xavier (Portugal)
São Francisco Xavier fue una freguesia portuguesa del municipio de Lisboa, distrito de Lisboa.

## Historia
Fue suprimida el 8 de noviembre de 2012, en aplicación de una resolución de la Asamblea de la República portuguesa al unirse con la freguesia de Santa Maria de Belém, formando la nueva freguesia de Belém.

## Patrimonio
- Moinhos do Caramão da Ajuda
- Ermita de San Gerónimo
- Quinta de Caselas
- Quinta de São José
- Quinta de Santo António de Caselas